# Erts
Erts es un núcleo de población del Principado de Andorra situado en la parroquia de La Massana. En 2009 tenía 407 habitantes.
En este pueblo se encuentra la iglesia de Sant Romà de Erts, con carácter del siglo XIX y de estilo rectangular.